# 632 v. Chr.
Portal Geschichte | Portal Biografien | Aktuelle Ereignisse | Jahreskalender | Tagesartikel

◄ |
8. Jahrhundert v. Chr. |
7. Jahrhundert v. Chr. |
6. Jahrhundert v. Chr. |
►

◄ | 650er v. Chr. | 640er v. Chr. | 630er v. Chr. | 620er v. Chr. |
610er v. Chr. |
►

◄◄ | ◄ | 635 v. Chr. | 634 v. Chr. | 633 v. Chr. | 632 v. Chr. |
631 v. Chr. |
630 v. Chr. |
629 v. Chr. |
► |
►►

## Ereignisse

### Politik und Weltgeschehen
- Wen von Jin, Herrscher des chinesischen Teilreichs Jin und einer der fünf Hegemonen zur Zeit der Frühlings- und Herbstannalen, besiegt gemeinsam mit den Staaten Qi und Qin den konkurrierenden Staat Chu in der Schlacht von Chengpu.
- Der Adelige Kylon, Olympiasieger des Jahres 640 v. Chr., unternimmt einen vergeblichen Umsturzversuch in Athen. Nach heftigem Widerstand muss er sich mit seinen Anhängern in den Athene-Tempel auf der Akropolis zurückziehen. Dieser wird daraufhin von Anhängern des Archonten Megakles gestürmt, und Kylons Anhänger gesteinigt. Megakles Geschlecht der Alkmaioniden muss daraufhin wegen Bruchs des Asylrechts ins Exil gehen.

### Wissenschaft und Technik
- Im 16. Regierungsjahr des babylonischen Königs Kandalanu wird die Beobachtung der Mondfinsternis vom 16.–17. Mai 632 v. Chr.[1] (15. Simanu) keilschriftlich protokolliert (der 1. Simanu fällt auf den 2. oder 3. Mai).[2]
- Im babylonischen Kalender fällt der babylonische Neujahrsanfang des 1. Nisannu auf den 4. März[1]; der Vollmond im Nisannu auf den 19. März[1].[2]